# پرواز موش
پرواز موش (به انگلیسی:The Flying Mouse) محصول سال ۱٩٣۴ از مجموعه سمفونی احمقانه ، کارتون تولید شده در والت دیزنی ، به کارگردانی دیوید هند ، توسط یونایتد آرتیستز در تاریخ ۱۴ ژوئیه ۱٩٣۴ منتشر شد. شخصیت پری که در این اثر حضور دارد شش سال بعد، الهام بخشِ خلقِ پری آبی در پپنوکیو شد. استفاده از رنگ در این انیمیشن بسیار جذاب و نوآورانه است.